# 鹿港奉天宮
24°03′36″N 120°25′48″E / 24.060051°N 120.430098°E

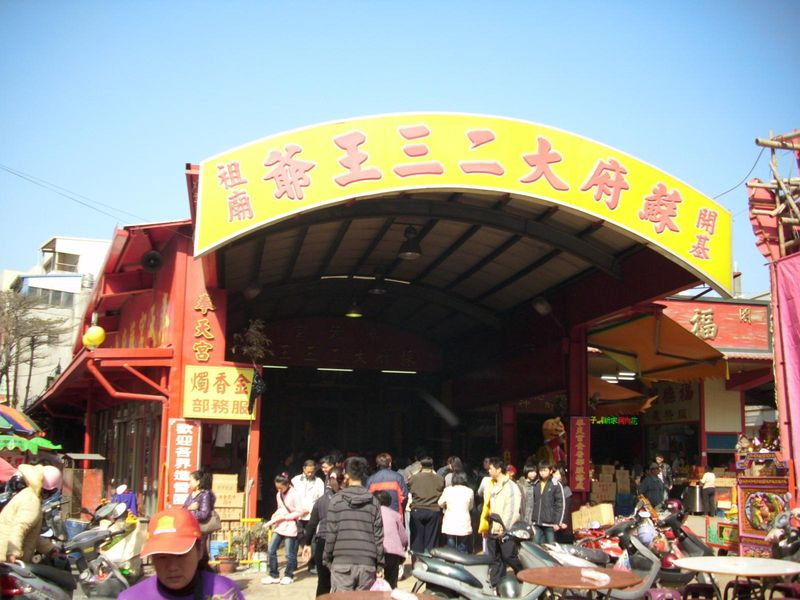
鹿港奉天宮

鹿港奉天宮，俗稱蘇王廟，位於臺灣彰化縣鹿港鎮，為主祀蘇府千歲之道教王爺廟。該廟宇的組織型態為管理人制，祭典日期則是每年農曆之四月十二。中國、臺灣皆有分靈廟。

## 歷史
奉天宮內主祀蘇府千歲，相傳康熙二十三年（西元1684年）鹿港漁夫「鄭和尚」於捕魚時撈獲一塊奇木，拋棄數次後，木頭仍被漁夫撈到，於是漁夫將其帶至家中，後神靈託夢稱：「蔡公去祭忠臣廟（艹），曾子回家日落西（「曾」字去掉「曰」），此去金科脫了斗（禾），馬到長安留四蹄（灬）。」這是一首謎語，答案是「蘇」，神明自稱是蘇府千歲，原為玉帝凌霄寶殿中判事，今要下凡救世，採鄭和尚為乩童，表明欲與兩位結拜兄弟在鹿港保佑民眾。於是眾人延請泉州雕刻師，將該奇木雕成三尊神像，在鹿港北頭地區以神明會形式輪祀。

## 祀神
本宮主祀蘇府千歲，另有奉祀中壇元帥、虎爺、蚶江五府千歲、石獅七府千歲、中軍府、文昌帝君等神祇。

### 例祭
民國五十一年（西元1962年）建廟，民國五十七年（西元1968年）竣工，大王爺聖誕為四月十二日；二王爺聖誕十月十日；三王爺聖誕為十一月十七日，神示為節約民力，於四月十二日舉行統一祝壽典禮。

### 神蹟
清乾隆八年（1743年）鹿港瘟疫爆發，時任鹿仔港巡檢沈佳瑞決定祈禱蘇府王爺除瘟，就在沈佳瑞拜完蘇府王爺後沒多久，地方上的瘟疫果然平息，此後每逢農曆四月十二蘇府王爺聖誕，都由地方行政長官主祭。光緒十九年（1893）林圯埔（今南投竹山）瘟疫爆發，當時蘇府王爺出巡進入林圯埔後，命給予加持過的「甘露水」二十餘桶供信眾求取，飲用甘露水的病人不久後痊癒。

## 腳註
1. ↑  當地居民又稱為「蘇大王」。

## 外部連結
- 鹿港奉天宮